# Stazione osservativa di Cima Ekar
La stazione osservativa di Cima Ekar, situata ad Asiago (VI), è un osservatorio astronomico di proprietà dell'INAF, gestito dall'Osservatorio di Padova e dotato del più grande strumento ottico presente su suolo italiano.
Ha ospitato una ricerca di pianetini grazie alla quale Andrea Boattini, Flavio Castellani, Giuseppe Forti, Vittorio Goretti, Ulisse Munari e Maura Tombelli hanno scoperto diversi asteroidi. Poi la ricerca è passata allo staff dell'Asiago-DLR Asteroid Survey (ADAS), un progetto in collaborazione tra l'italiano dipartimento di astronomia dell'Università di Padova e il tedesco Deutsches Zentrum für Luft- und Raumfahrt
.
Ospita ora tutta la strumentazione principale dell'osservatorio astronomico di Padova.

## Localizzazione
Si trova a 3,85 km in linea d'aria a sud-est dall'osservatorio astrofisico di Asiago, sulla sommità di Cima Ekar, ad una altitudine di 1.366 m s.l.m.

## Storia
Venne fondata nel 1973 con l'inaugurazione del maggiore strumento ottico presente in Italia (attualmente ancora il maggiore su suolo italiano), il telescopio riflettore da 182 cm di diametro denominato Copernico. 

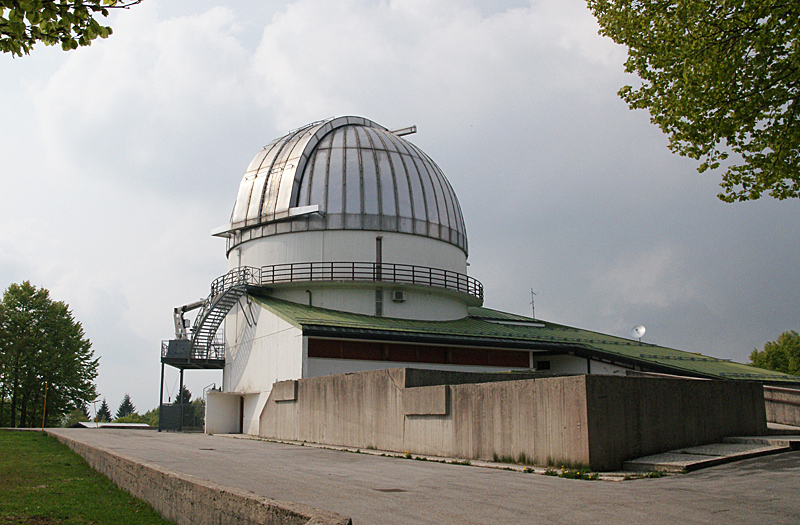
La cupola che ospita l'ottica più grande su suolo italiano

L'idea di costruire un secondo osservatorio astronomico ad Asiago si deve a Leonida Rosino. Il sito venne scelto in Cima Ekar dopo aver sentito il parere di tutti gli astronomi di Asiago. 

Il progetto venne realizzato da Adriano Cornoldi.

L'intera montatura meccanica fu studiata dai tecnici di Asiago i quali lavorarono poi fianco a fianco con il personale della Meccanica Sarti Srl di Bologna per la costruzione e l'assemblaggio delle diverse parti.

Lo specchio primario parabolico di 1,82 metri e gli specchi secondari furono realizzati dalla Grubb Parsons and Co. Ltd. di Newcastle, Inghilterra, in circa due anni. Finita la lavorazione lo specchio fu inviato all'Osservatorio Reale di Herstmonceux Castle per l'alluminatura da dove partì per Asiago, via mare.

L'inaugurazione avvenne il 16 giugno  1973, cui fece seguito nei giorni 17 e 18 giugno una riunione scientifica a Cima Ekar a carattere internazionale.

La notte dell'8 marzo 1973 fu ottenuta la prima fotografia (M42).
Sempre nel 1973 fu dotato di uno spettrografo a reticolo a bassa dispersione Boller & Chivens. Poco dopo fu acquistato anche uno spettrografo di tipo Echelle REOSC. In seguito lo spettrografo a bassa risoluzione (oggi al fuoco Cassegrain del telescopio Galileo 122 cm) e la camera furono sostituiti da AFOSC (Asiago Faint Object Spectrograph and Camera).

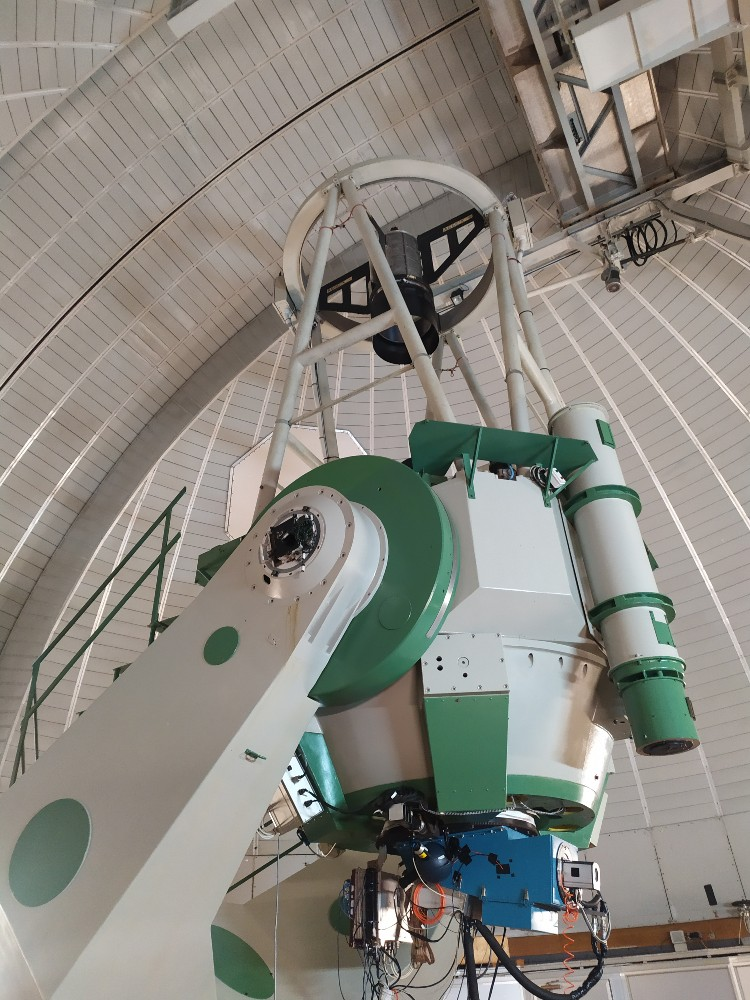
Telescopio Copernico di Asiago - cima Ekar

Nell'anno in cui il nuovo strumento di Cima Ekar fu portato a compimento cadeva il V centenario della nascita di Niccolò Copernico: l'Università di Padova volle ricordare il grande astronomo polacco battezzando col suo nome il nuovo telescopio.
Il 15 novembre 1997 la Stazione astronomica di Cima Ekar fu dedicata alla memoria di Leonida Rosino.
Nel giugno del 2007 il telescopio è stato dotato di AQUEYE (Asiago Quantum Eye), un fotometro rapido montato al posto della camera CCD su AFOSC.

## Caratteristiche

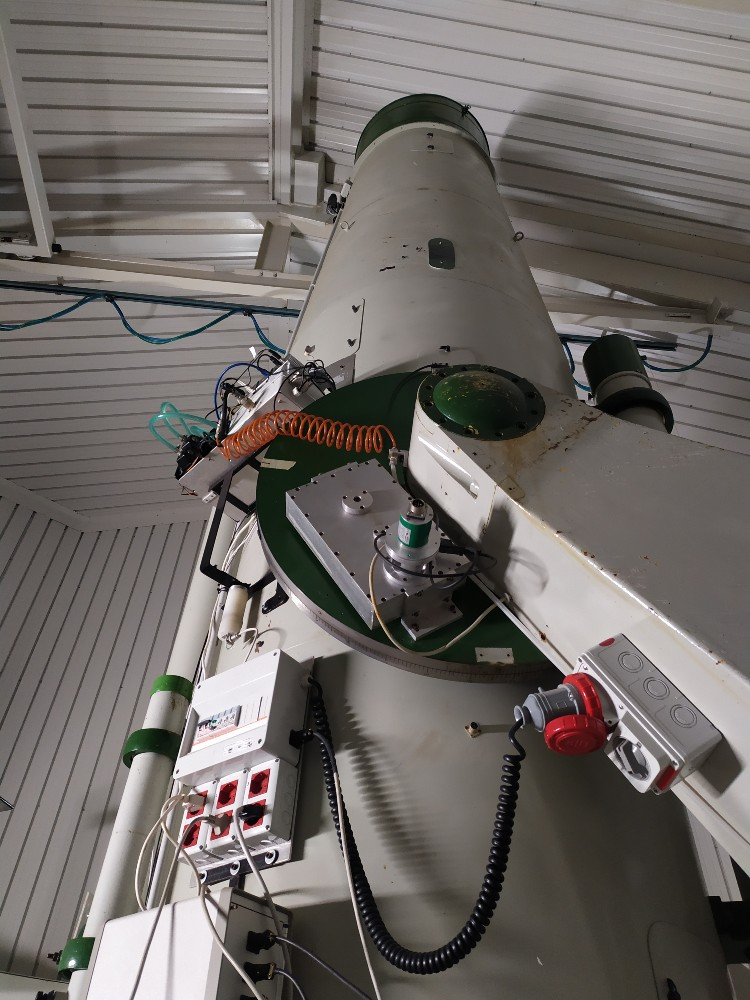
Telescopio Schmidt di Asiago

È costituita da due distinte cupole e oltre al riflettore Copernico da 182 cm ospita anche due telescopi Schmidt: uno da 40/50 cm (non più utilizzato dal 1992) e un altro da 67/92 cm, quest'ultimo attualmente il più grande nel suo genere in Italia e trasferito dall'Osservatorio astrofisico di Asiago a cima Ekar nel 1991.